# Walter Lehmann (Filmproduzent)
Walter Lehmann (* 28. Januar 1890 in Berlin; † 12. Dezember 1967 ebenda) war ein deutscher Filmproduktionsleiter und Herstellungsleiter.

## Leben
Lehmann kam nach seinem Militärdienst im Ersten Weltkrieg noch 1918 zum Film und arbeitete seit seinem Debüt bei Paul Wegeners „Der Rattenfänger“ als Aufnahmeleiter. In dieser Funktion betreute er bis 1936 unter anderem die Filme „Eifersucht“, „Die Wiskottens“, „Brennende Grenze“, „Kampf der Geschlechter“, „Diebe“, „Fruchtbarkeit“, „Die Königin einer Nacht“, „Gefahren der Liebe“, „Der unbekannte Gast“, „Traum von Schönbrunn“, „Der Page vom Dalmasse-Hotel“, „Besuch am Abend“, „Heinz im Mond“, „Ich liebe alle Frauen“, „Mazurka“ und „Ein Hochzeitstraum“.
1936 erhielt er von Willi Forst erstmals die Gelegenheit, als Produktionsleiter zu arbeiten. In dieser Position betreute Walter Lehmann bis 1940 -- teils als Produktionsleiter, teils als Produktionsassistent (wie bei Bel Ami und Operette) -- weiterhin Forst-Produktionen. Seit 1942 war Lehmann auch mit der Herstellung der letzten drei Filme von Emil Jannings beschäftigt. 
Nach dem Krieg wurde Lehmann 1946 von der DEFA übernommen, für die er bis zum Jahresende 1952 arbeitete. Nahezu zeitgleich mit dem Aufstand des 17. Juni 1953 zog sich der im West-Berliner Stadtteil Zehlendorf ansässige Lehmann aus dem Filmschaffen zurück.

## Filmografie
als Produktions- und/oder Herstellungsleiter:
- 1936: Burgtheater
- 1937: Kapriolen
- 1937: Das große Abenteuer
- 1937: Serenade
- 1939: Dein Leben gehört mir
- 1941: Die Sache mit Styx
- 1942: Die Entlassung
- 1942: Altes Herz wird wieder jung
- 1943: Tolle Nacht
- 1943/44: Eine kleine Sommermelodie (UA: 1982)
- 1944: Es fing so harmlos an
- 1945: Der Erbförster
- 1945: Wo ist Herr Belling? (unvollendet)
- 1947: Chemie und Liebe
- 1948: Das Mädchen Christine
- 1949: Figaros Hochzeit
- 1950: Die Jungen vom Kranichsee
- 1951: Corinna Schmidt
- 1951: Schatten über den Inseln
- 1952: Geheimakten Solvay
- 1952: Die Unbesiegbaren